# Jorge Cordero Sánchez
Jorge Cordero Sánchez (Cartagena, 4 de juny de 1977) és un exfutbolista i entrenador murcià. Com a jugador, ocupava la posició de migcampista. És germà dels futbolistes Pedro i Juan Carlos.

## Trajectòria
Format al planter del Cartagena FC, és captat per al filial del València CF, que el cediria a l'Ontinyent CF. Amb l'equip de la Vall d'Albaida assoliria l'ascens a Segona B la temporada 96/97. Després passaria pel Cartagonova CF i per l'Elx CF, amb qui obtendria altres dos ascensos, fins a aplegar el 1999 al RCD Mallorca.
Al quadre balear va romandre dos anys jugant al seu filial, amb dues aparicions al primer equip per debutar a la màxima categoria. Després d'una breu estada a l'Udinese italià, milita al Ciudad de Murcia, amb qui ascendeix i debuta a la categoria d'argent, i al Xerez CD. La temporada 04/05, sent part del planter andalús, es veu obligat a retirar-se a causa d'una lesió.
Posteriorment, ha seguit vinculat al món del futbol com tècnic del Ciudad de Murcia i Granada 74, així com a entrenador de l'Escola de Futbol de Santa Ana.